# Patu xiaoxiao
Patu xiaoxiao is een spinnensoort uit de familie Symphytognathidae. De soort komt voor in China.